# Zelus renardii
Zelus renardii är en insektsart som beskrevs av Friedrich Anton Kolenati 1856. Zelus renardii ingår i släktet Zelus och familjen rovskinnbaggar. Inga underarter finns listade i Catalogue of Life.